# Vanessa Dierks
Vanessa Dierks (* 26. September 2000) ist eine ehemalige deutsche Handballspielerin.

## Karriere
Dierks begann das Handballspielen beim MSV Buna Schkopau und wechselte 2013 in die D-Jugend der SV Union Halle-Neustadt. Hier durchlief sie alle Jugendmannschaften und stieg mit der 2. Mannschaft in die 3. Liga auf. Aktuell gehört sie zum Kader der "Wildcats" in der 1. Bundesliga. 2023 verlängerte sie ihren Vertrag bis 2025. 2024 stieg sie mit Halle-Neustadt in die 2. Bundesliga ab. Nach der Saison 2024/25 beendete sie ihre Karriere.

## Privates
Dierks studiert Lehramt in Halle.